# Pobudka (czasopismo 1889–1892)
Pobudka – polskie pismo socjalistyczne wychodzące w latach 1889–1892 w Paryżu.
Zaczęło wychodzić w 1889 w Paryżu z inicjatywy  Stanisława Barańskiego. Było organem Gminy Narodowo-Socjalistycznej w Paryżu, od 1891 wychodziło z podtytułem „Organ Polskiej Narodowo-Socjalistycznej Partii”. Nadtytułem było naczelne hasło Gminy: „Wolność, Równość, Niepodległość”. Był to miesięcznik. Redaktorami naczelnymi pisma byli Stanisław Barański (1889–1891) a po jego śmierci Jan Lorentowicz (1891-1892). W latach 1889–1891 w redagowaniu „Pobudki” pomagali Stanisławowi Barańskiemu najpierw Antoni Złotnicki a potem Jan Lorentowicz. Od pierwszego numeru poczynając zasilał pismo swymi artykułami Bolesław Limanowski. Oprócz niego autorami tekstów umieszczanych pod pseudonimami byli Marian Abramowicz, Władysław Grabski, Jan Wacław Machajski, Antoni Złotnicki, Tadeusz Jaroszyński, Antoni Lange, Maria Sulicka, Maria Szeliga i Gabriela Zapolska oraz Jan Lucjan Tolkemit. 